# Selective Service Act (1917)
Il Selective Service Act del 1917 o Selective Draft Act è stato un decreto legislativo promulgato dal congresso degli Stati Uniti d'America il 18 maggio 1917. Esso fu studiato nel dicembre del 1916 e presentato al Presidente statunitense Woodrow Wilson subito dopo la rottura dei rapporti diplomatici con la Germania nel febbraio 1917.

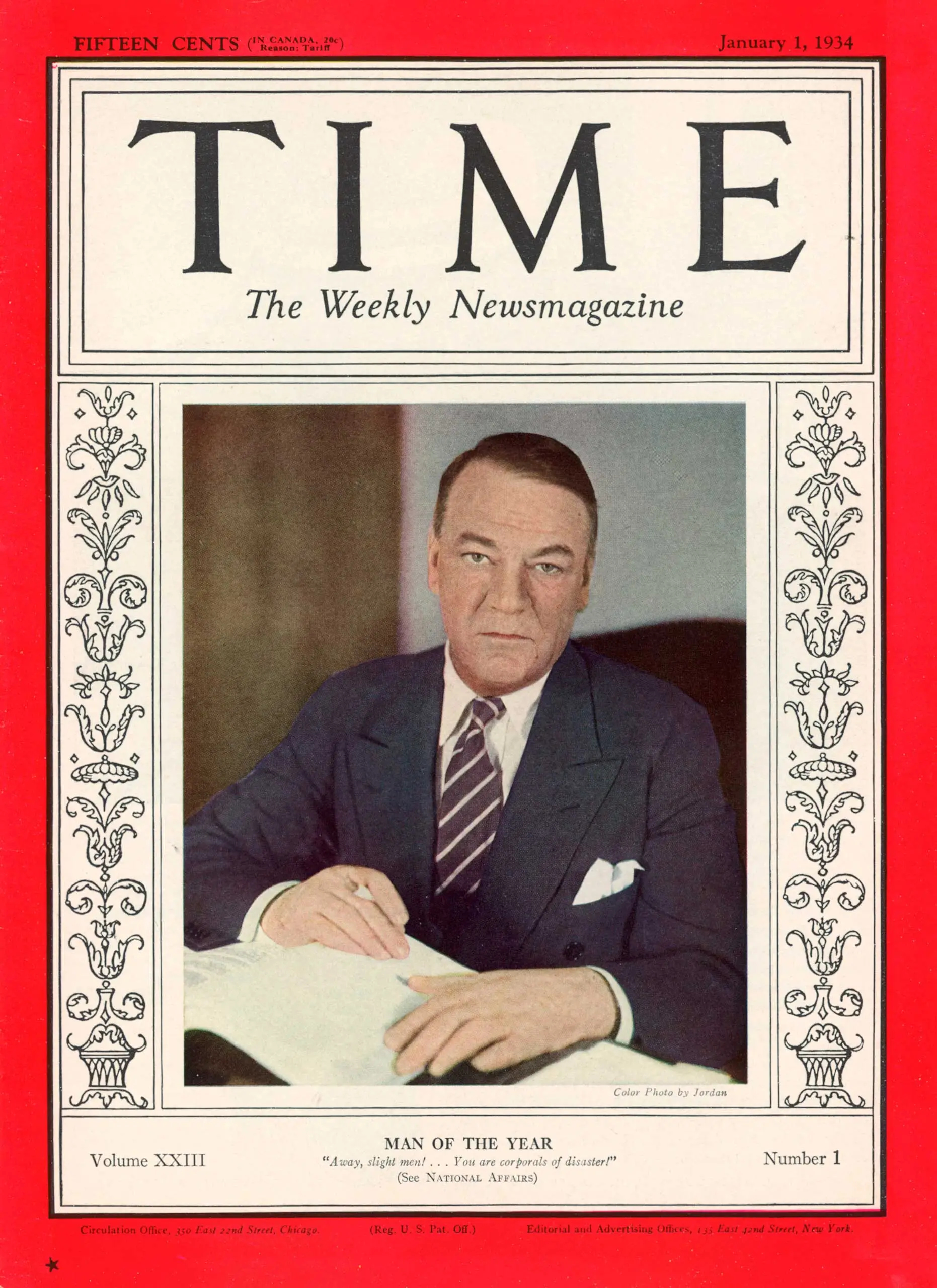
Foto del principale ideatore del Selective Service Act, il capitano Hugh Samuel Johnson, sulla copertina del Times.

Il disegno del decreto fu opera dell'allora capitano Hugh Samuel Johnson, all'indomani dell'entrata in guerra degli Stati Uniti nella prima guerra mondiale. Esso autorizzava il governo federale ad arruolare nell'esercito statunitense le centinaia di migliaia di soldati di cui necessitavano gli USA per fronteggiare il fabbisogno del fronte europeo. Esso fu successivamente abolito alla fine del conflitto, nel novembre del 1918.
Allo scoppio del primo conflitto mondiale, l'esercito statunitense era davvero molto esiguo se paragonato agli eserciti che si fronteggiavano in Europa. Alla fine del 1914 l'esercito degli Stati Uniti d'America poteva contare su circa 100.000 soldati, mentre la Guardia Nazionale era forte di circa 120.000 unità. La promulgazione nel 1916 del National Defense Act avrebbe permesso sulla carta di raggiungere la cifra di circa 160.000 soldati all'interno dell'esercito e di circa 450.000 unità nella Guardia Nazionale, cifre che non furono però raggiunte di fatto se non nel 1921.
Per questo motivo era chiaro già a partire dal 1916 che per fronteggiare la necessità di soldati da inviare al fronte, gli Stati Uniti avrebbero dovuto trovare un modo per reclutare più uomini. Nonostante il Presidente Wilson sperasse e desiderasse che le truppe inviate al fronte venissero composte unicamente da volontari, il suo desiderio non venne esaudito, poiché a circa tre settimane dall'entrata in guerra l'esercito di volontari era composto da sole 32.000 unità. Fu per questo motivo che, dietro suggerimento dell'allora Segretario alla Guerra Newton Diehl Baker, Wilson accettò la proposta di una soluzione legislativa che portasse alla chiamata alla leva coatta dei civili americani.
Nonostante le rimostranze del recalcitrante Judge Advocate General's Corps Enoch Crowder, non solo l'atto legislativo passò in Parlamento, ma egli stesso ne fu nominato curatore in qualità di Army Provost. Un ostacolo reale, invece, alla legittimazione politica della legge fu la netta opposizione del precedente Presidente, Theodore Roosevelt, il quale riaffermò la necessità che le truppe inviate al fronte venissero composte unicamente da volontari; tramite la mediazione dei fautori della legge, si arrivò al compromesso secondo il quale era consentito al Presidente in carica di arruolare quattro divisioni di volontari da affiancare al contingente di coscritti, ma questa discrezionalità non venne mai esercitata da Wilson.
In base ai dettami del Selective Service Act del 1917 erano considerati passibili di arruolamento tutti gli uomini tra i 21 ed i 30 anni di età, soglia che venne innalzata su proponimento del Dipartimento della Guerra nell'agosto 1918 a un minimo di 18 ad un massimo di 45 anni, e con lo scopo di evitare i gravissimi errori e le ingiustizie vissute durante il primo tentativo di chiamata alle armi tramite proscrizione in suolo statunitense durante la guerra civile americana, venne istituito il Selective Service System. Quest'ultimo era composto da una fitta rete di uffici governativi che avevano funzione di controllo sui criteri di arruolamento coscritto così come su quelli di esenzione dal servizio militare. Grazie a questo sistema ed al suo meccanismo di selezione vennero arruolati circa 2,8 milioni di americani tra il maggio 1917 ed il novembre 1918, reclutando e soddisfacendo circa il 75% del fabbisogno di soldati per il fronte europeo.
Il termine selective service venne scelto per rendere l'idea che, sebbene potessero essere considerati tutti gli uomini sani dai 18 ai 45 anni, soltanto alcuni di loro sarebbero stati resi abili ed arruolati, e quindi selezionati per andare in guerra, in sintonia con le reali necessità del fronte di guerra. Il Selective Act comprendeva espressamente i criteri in base ai quali si poteva obiettare alla chiamata alla leva, nei casi in cui un cittadino dichiarato abile appartenesse a gruppi organizzati o religiosi che dichiaratamente perseguissero e professassero il pacifismo. Sebbene la legge non comprendesse una lista esplicita su quali potessero essere tali gruppi ed organizzazioni religiose, tra essi vennero presi in considerazione soprattutto i quaccheri, i mormoni, ed altri gruppi religiosi più piccoli. Tuttavia l'obiezione di coscienza non significava automaticamente l'esclusione dal servizio militare, ma solo dal servizio attivo sul fronte, per cui, se un obiettore era presente nelle liste dei coscritti, poteva in ogni caso entrare in servizio nella logistica e in altri dipartimenti non operativi sul fronte.